# Plestiodon tunganus
Plestiodon tunganus är en ödleart som beskrevs av  Leonhard Hess Stejneger 1924. Plestiodon tunganus ingår i släktet Plestiodon och familjen skinkar. Inga underarter finns listade i Catalogue of Life.
Ödlan är endast känd från en bergstrakt i provinsen Sichuan i Kina. Den lever mellan 1250 och 1450 meter över havet. Utbredningsområdet ligger i dalgången av floden Dadu He. Landskapet utgörs av klippor, buskar, gräsmarker och odlingsmark. Exemplaren gömmer sig ibland i grottor. Honor lägger ungefär 12 ägg per tillfälle.
I regionen etableras dammbyggnader. Flera individer fångas och används i den traditionella medicinen. Utbredningsområdet är ungefär 2000 km² stort. IUCN listar arten som nära hotad (NT).